# Christian Weisbrich
Christian Michael Weisbrich (* 1. April 1942 in Ratibor, Oberschlesien; † 23. Juni 2021) war ein deutscher Politiker (CDU) und von 1995 bis 2012 Mitglied des Landtages von Nordrhein-Westfalen.

## Ausbildung und Beruf
Weisbrich machte 1962 sein Abitur. Danach studierte er an der Technischen Universität Darmstadt und der Johann Wolfgang Goethe-Universität Frankfurt am Main. Im Jahr 1971 erhielt er seinen Abschluss als Diplom-Kaufmann. Weisbrich war bereits von 1969 bis 1973 im kaufmännischen Bereich tätig. Von 1973 bis 1975 war er Geschäftsführer der Stadt Nettetal Entwicklungsgesellschaft. Von 1976 bis 1977 war er Vorstand der Baugesellschaft Nettetal AG. Vom 1. Juli 1977 bis 1982 war Weisbrich Erster Beigeordneter und Baudezernent der Stadt Nettetal. Vom 18. April 1982 bis 17. April 1990 war er Stadtdirektor von Nettetal und Geschäftsführer der Stadtwerke Nettetal GmbH.
Weisbrich war verheiratet und hatte einen Sohn.

## Politik
Weisbrich wurde 1962 CDU-Mitglied. Er war von 1968 bis 1970 Stadtverordneter in Gelnhausen und von 1970 bis 1973 ehrenamtliches Magistratsmitglied. In dieser Zeit war er auch CDU-Stadtverbandsvorsitzender Gelnhausens und Mitglied im CDU-Kreisvorstand. Von 1991 bis 1997 war er Vorsitzender der CDU Kreis Viersen und von 1994 bis 1999 Mitglied im Kreistag des Kreises Viersen. 
Ab 2001 war er Mitglied im Landesvorstand der CDU NRW. Nach der Landtagswahl am 14. Mai 1995 zog er erstmals in den Landtag von Nordrhein-Westfalen ein. Nach den Wahlen 2000, 2005 und 2010 zog er erneut in den Landtag NRW ein. 

Am 14. März 2012 beschloss der Landtag nach Art. 35 (1) LV NRW seine Auflösung. Weisbrich teilte mit, bei der vorgezogenen Landtagswahl am 13. Mai 2012 nicht mehr zu kandidieren. In seinem bisherigen Wahlkreis – Landtagswahlkreis Viersen II – wurde seitdem (2012, 2017 und 2022) Marcus Optendrenk gewählt. Weisbrich war von 2005 bis 2012 einer der stellvertretenden Vorsitzenden der CDU-Landtagsfraktion.

## Auszeichnungen
- 2018: Verdienstorden des Landes Nordrhein-Westfalen[5]